# 易洛魁高原
83°51′S 54°0′W / 83.850°S 54.000°W
易洛魁高原（英語：Iroquois Plateau）是南極洲的高原，位於伊迪斯倫內地，屬於彭薩科拉山脈的一部分，根據美國地質調查局的測量和美國海軍的空中照片被繪入地圖。